# Halsey (Oregon)
Halsey az Amerikai Egyesült Államok északnyugati részén, Oregon állam Linn megyéjében helyezkedik el. A 2010. évi népszámláláskor 904 lakosa volt. A város területe 1,45 km², melynek 100%-a szárazföld.
A települést 1872-ben alapították; városi rangját a törvényhozás 1876. október 20-án adta meg. Neve tisztelgés az Oregon & California Railroad alelnöke, William L. Halsey előtt.
1903-ban a J. L. Bishur tejüzemben keletkező tűzben a belváros nagy része megsemmisült.

## Népesség

### 2010
A 2010-es népszámláláskor a városnak 904 lakója, 305 háztartása és 244 családja volt. A népsűrűség 623,5 fő/km2. A lakóegységek száma 334, sűrűségük 230,3 db/km2. A lakosok 94,4%-a fehér, 0,3%-a afroamerikai, 0,6%-a indián, 0,6%-a ázsiai, 0,1%-a a Csendes-óceáni szigetekről származik, 0,4%-a egyéb, 3,7%-a pedig kettő vagy több etnikumú. A spanyol vagy latino származásúak aránya 4,9% (3,5% mexikói,   1,3% egyéb spanyol vagy latino származású.)
A háztartások 41%-ában élt 18 évnél fiatalabb. 64,6% házas, 8,9% egyedülálló nő, 6,6% egyedülálló férfi, 20% pedig nem család. 12,8% egyedül élt; 3,6%-uk 65 éves vagy idősebb. Egy háztartásban átlagosan 2,96 személy élt; a családok átlagmérete 3,24 fő.
A medián életkor 32,5 év volt. A város lakóinak 29,8%-a 18 évesnél fiatalabb, 8,5% 18 és 24 év közötti, 29,8%-uk 25 és 44 év közötti, 23,6%-uk 45 és 64 év közötti, 8,4%-uk pedig 65 éves vagy idősebb. A lakosok 49,8%-a férfi, 50,2%-a pedig nő.

### 2000
A 2000-es népszámláláskor  a városnak 724 lakója, 252 háztartása és 199 családja volt. A népsűrűség 499,3 fő/km2. A lakóegységek száma 267, sűrűségük 184,1 db/km2. A lakosok 91,3%-a fehér, 0,14%-a afroamerikai, 1,1%-a indián, 0,14%-a ázsiai,  4,83%-a egyéb-, 2,49%-a pedig kettő vagy több etnikumú. A spanyol vagy latino származásúak aránya 5,52% (4,6% mexikói,  0,1% kubai, 0,8% pedig egyéb spanyol/latino származású.)
A háztartások 38,5%-ában élt 18 évnél fiatalabb. 65,5% házas, 8,3% egyedülálló nő; 21% pedig nem család. 15,5% egyedül élt; 4,8%-uk 65 éves vagy idősebb. Egy háztartásban átlagosan 2,87 személy élt; a családok átlagmérete 3,18 fő.
A város lakóinak 27,9%-a 18 évesnél fiatalabb, 11,7% 18 és 24 év közötti, 30,1%-uk 25 és 44 év közötti, 22,4%-uk 45 és 64 év közötti, 7,9%-uk pedig 65 éves vagy idősebb. A medián életkor 32 év volt. Minden 100 nőre 115,5 férfi jut; a 18 évnél idősebb nőknél ez az arány 116,6.
A háztartások medián bevétele 45 909 amerikai dollár, ez az érték családoknál $46 477. A férfiak medián keresete $32 202, míg a nőké $18 750. A város egy főre jutó bevétele (PCI) $16 933. A családok 2,6%-a, a teljes népesség 4,6%-a élt létminimum alatt; a 18 év alattiaknál ez a szám 3,5%, a 65 évnél idősebbeknél pedig %.

## Fordítás
Ez a szócikk részben vagy egészben  a   Halsey, Oregon című angol Wikipédia-szócikk ezen változatának fordításán alapul.  Az eredeti cikk szerkesztőit annak laptörténete sorolja fel. Ez a jelzés csupán a megfogalmazás eredetét és a szerzői jogokat jelzi, nem szolgál a cikkben szereplő információk forrásmegjelöléseként.